# Marc Paillet
Marc Paillet fou un escriptor, periodista i historiador francès. Va néixer el 15 d'octubre de 1918 a Chalon-sur-Saône i morir el 29 de desembre de 2000.
Segueix una formació d'historiador i és molt actiu a la resistència durant la Segona Guerra mundial. Periodista a Cité-Soir i Combat, militant socialista, és membre dels gabinets d'Olivier Stirn i de Jean-Pierre Soisson. Va dirigir el servei econòmic de l'Agence France-Presse i va ser membre de la Haute autorité de la communication audiovisuelle de 1982 à 1986.
És l'autor de llibres sobre els mitjàns de comunicació, d'assajos i de novel·les. És sobretot conegut pel seu cicle de novel·les detectivesques en l'àmbit medieval amb, com protagonistes, dos missi dominici de l'època de Carlemany: Erwin el Saxó, un abat erudit, i Childebrand, inspirat en el noble nibelungide Khildebrand II.

## Obra

### Sèrie d'Erwin el Saxó
- Le Poignard et le Poison, t. 1, 10/18 « Grands Détectives no 2581, 1995 [Trad. al castellà: El Puñal y la ponzoña: las investigaciones de Erwin el Sajón, Barcelona: Muchnik, 2001]
- La Salamandre, t. 2, 10/18 « Grands Détectives no 2629, 1995
- Le Gué du diable, t. 3, 10/18 « Grands Détectives no 2699, 1996
- Le Sabre du Calife, t. 4, 10/18 « Grands Détectives no 2766, 1997
- Le Spectre de la nouvelle lune, t. 5, 10/18 « Grands Détectives no 2843, 1998
- Le Secret de la femme en bleu, t. 6, 10/18 « Grands Détectives no 2942, 1999
- Les Vikings aux bracelets d'or, t. 7, 10/18 « Grands Détectives no 3057, 1999
- Les Noyées du grau de Narbonne, t. 8, 10/18 « Grands Détectives no 3230, 2000

### Novel·la i assaig
- Gauche, année zéro, Gallimard (Collection Idées), 4 mai 1964, (ISBN 978-2-070-35049-0)
- Vers une société nouvelle, Editions de la Convention, 1966
- Marx contre Marx: La société technobureaucratique, Denoël, 1971; 1973 [Trad. al castellà: Marx contra Marx : La sociedad teonoburocrática, Barcelona: Dopesa, 1972][7]
- Le Journalisme - Fonction et langages du quatrième pouvoir, Denoël-Gonthier, 1974
- Table rase, Robert Laffont (Collection Contestation), 1er janvier 1976 (ISBN 978-2-221-03387-6)
- Le Manteau de cuir, Albin Michel, 1977
- Les Hommes de pouvoir ou les nouveaux féodaux, Denoël, 1983
- Le Rendez-vous de Montavel ou les fabuleux kangourous, Denoël, 1985
- Le Rêve et la Raison, Robert Laffont, 21 février 1992, (ISBN 978-2-221-03386-9)
- Le Grand Inventaire : socialisme ou libéralisme, Paris, Denoël, 1985 (ISBN 978-2-207-23172-2)
- Télé-gâchis, Paris, Denoël, 1988 (ISBN 978-2-207-23465-5)
- Le Bal des dollars, Denoël, 1989
- Le Remords de Dieu, Pocket, 1997